# Вооружённые силы Мавритании
Вооружённые силы Мавритании (араб. الجيش الوطني الموريتاني‎, фр. Forces armées mauritaniennes) — военная организация Исламской Республики Мавритания, предназначенная для обороны Республики, защиты свободы и независимости Мавритании, одно из важнейших орудий политической власти.

## Общие сведения
| Вооружённые силы Мавритании                                     | Вооружённые силы Мавритании |
| --------------------------------------------------------------- | --- |
| Виды вооружённых сил:                                           | Вооружённые силы Мавритании Сухопутные войска, Морские силы (включая морскую пехоту) (фр. Marine Mauritanienne) Исламские воздушные силы (фр. Force Aerienne Islamique de Mauritanie, FAIM)                                                                                               |
| Призывной возраст и порядок комплектования:                     | Вооружённые силы Мавритании комплектуются на призывной основе лицами мужского пола, в возрасте от 18 лет; минимальный срок службы — 24 месяца; однако, большинство военнослужащих служат на добровольной основе как профессионалы: служба в ВВС и ВМС также является добровольной. (2006) |
| Человеческие ресурсы, доступные для воинской службы:            | мужчины в возрасте 16-49: 699,028 женщины в возрасте 16-49: 783,108 (2010 оценочно) |
| Человеческие ресурсы, пригодные для воинской службы:            | мужчины в возрасте 16-49: 464,959 женщины в возрасте 16-49: 562,765 (2010 оценочно) |
| Человеческие ресурсы, ежегодно достигающие призывного возраста: | мужчины: 35,322 женщины: 36,035 (2010 оценочно) |
| Военные расходы — процент от ВВП:                               | 5.5 % (2006) 14 место в мире |

## Состав вооружённых сил

### Сухопутные войска

#### Техника и вооружение
| Тип           | Производство   | Назначение                            | Количество   | Примечания                |              |
| Бронетехника  | Бронетехника   | Бронетехника                          | Бронетехника | Бронетехника              | Бронетехника |
| ------------- | -------------- | ------------------------------------- | ------------ | ------------------------- | ------------ |
| Т-54 Т-55     | СССР           | средний танк                          | 35           |                           |              |
| БРМ-1К        | СССР           | Боевая разведывательная машина        | 75           |                           |              |
| Panhard AML   | Франция        | боевая разведывательная машина        | 60           |                           |              |
| Panhard M3    | Франция        | бронетранспортёр                      | 20           | колёсный бронетранспортёр |              |
| Alvis Saracen | Великобритания | бронетранспортёр                      | 5            | колёсный бронетранспортёр |              |
| Alvis Saladin | Великобритания | бронетранспортёр                      | 10           | колёсный бронетранспортёр |              |
| Артиллерия    |                |                                       |              |                           |              |
| Д-30A         | СССР           | буксируемая гаубица 122 мм            | 20           | индекс ГРАУ 2A18M         |              |
| MILAN         | Франция        | противотанковый ракетный комплекс     | 50           |                           |              |
| Системы ПВО   |                |                                       |              |                           |              |
| Стрела-1      | СССР           | зенитный ракетный комплекс            | 4            |                           |              |
| Стрела-2      | СССР           | переносной зенитно-ракетный комплекс  | нет данных   |                           |              |
| С-60          | СССР           | зенитная пушка 57 мм                  | 12           |                           |              |
| ЗПУ-4         | СССР           | зенитная пулемётная установка 14,5 мм | 12           |                           |              |

### Военно-воздушные силы

#### Техника и вооружение
Данные о типе и количестве самолётов и вертолётов ВВС Мавритании приведены по данным «Aviation Week & Space Technology» на 2009 год.
| Тип                        | Производство   | Назначение                | Количество | Примечания                                               |          |
| Самолёты                   | Самолёты       | Самолёты                  | Самолёты   | Самолёты                                                 | Самолёты |
| -------------------------- | -------------- | ------------------------- | ---------- | -------------------------------------------------------- | -------- |
| Basler Turbo 67 Conversion | США            | транспортный самолёт      | 1          |                                                          |          |
| Britten-Norman BN-2A       | Великобритания | самолёт общего назначения | 4          |                                                          |          |
| De Havilland Canada DHC-5D | Канада         | транспортный самолёт      | 2          |                                                          |          |
| Dornier Do 228             | Германия       | самолёт общего назначения | 1          |                                                          |          |
| Piper PA-31T               | США            | самолёт общего назначения | 2          |                                                          |          |
| Reims F337                 | Франция        | самолёт общего назначения | 4          | американский самолёт по лицензии производился во Франции |          |

#### Опознавательные знаки
| Опознавательный знак | Знак на фюзеляж | Знак на киль |
| -------------------- | --------------- | ------------ |
|                      |                 |              |